# Quadrângulo de Sinus Sabaeus

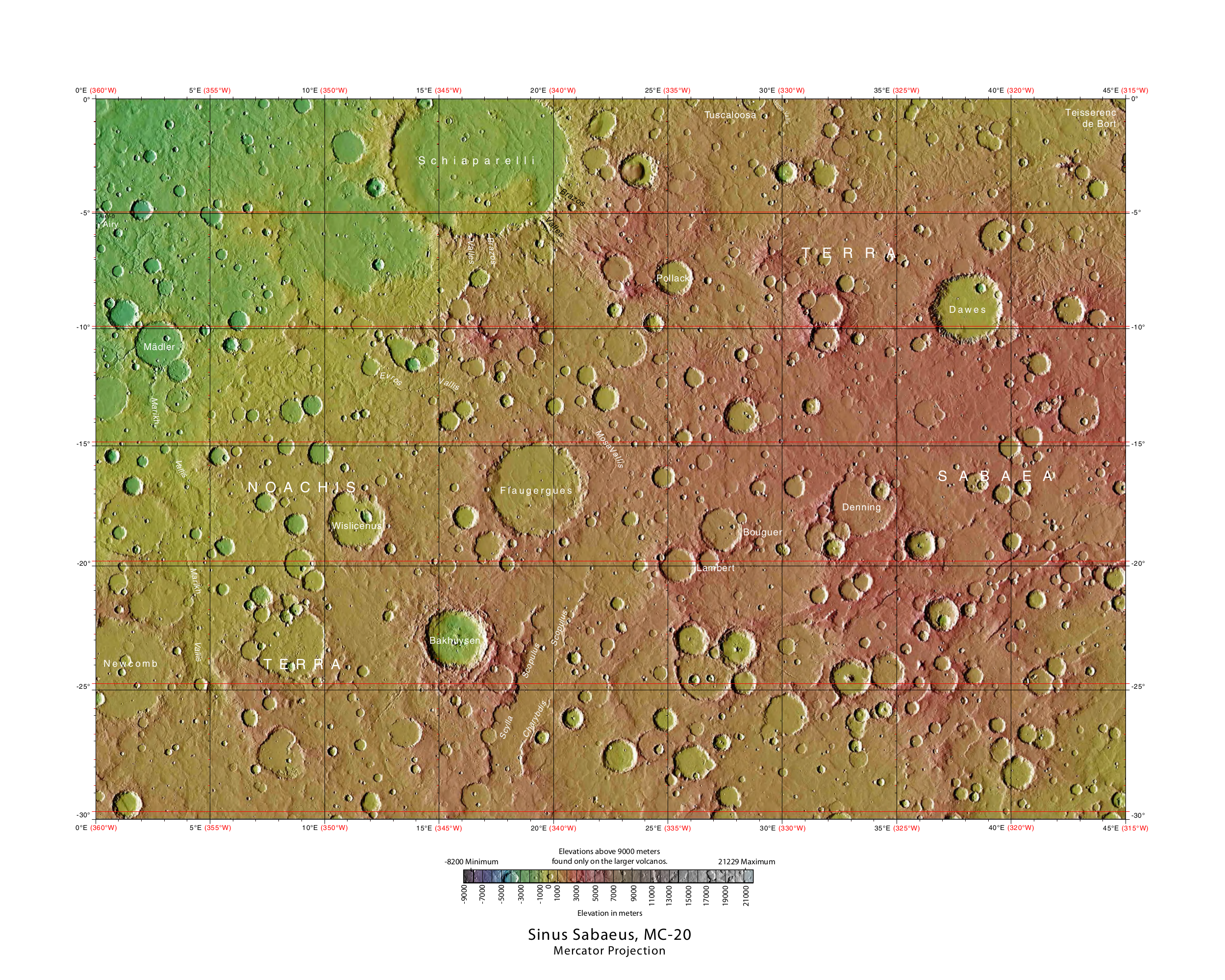
Quadrângulo de Sinus Sabaeus

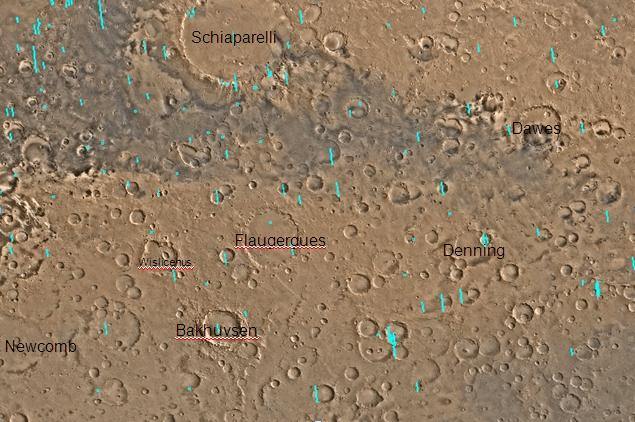
Mapa do quadrângulo de Sinus Sabaeus com as principais formações indicadas.

O quadrângulo de Sinus Sabaeus é um de uma série de 30 quadrângulos em Marte estabelecidos pelo Programa de Pesquisa de Astrogeologia do Serviço Geológico dos Estados Unidos (USGS em inglês). Também pode-se referir ao quadrângulo de Sinus Sabaeus  como MC-20 (Mars Chart-20).
O quadrângulo de Sinus Sabaeus cobre uma área que vai das longitudes 315° a 360° oeste às latitudes 0º a 30° norte em Marte. Este quadrângulo abriga a cratera Schiaparelli, uma cratera facilmente visível que se situa próximo ao equador.

## Rocha branca
Marte possui uma superfície antiga. Grande parte da superfície da Terra data de apenas algumas centenas de milhões de anos. Em contraste, grandes áreas de Marte datam de bilhões de anos. Algumas áreas novas se formaram, se erodiram e então foram coberta por novas camadas de rocha. A sonda Mariner 9 nos anos 70 fotografou uma formação geológica a qual deram o nome "White Rock" (Rocha Branca).  Novas imagens revelam que esta rocha não é realmente branca, mas a área ao redor é tão escura que esta rocha aparenta ser realmente branca. Pensou-se que esta formação poderia se tratar de um depósito salino, mas informações dos instrumentos a bordo da Mars Global Surveyor demonstraram que esta se trataria provavelmente de cinzas vulcânicas ou poeira. Hoje, acredita-se que a rocha branca se trata de uma antiga camada rochosa que se erodiu.  A imagem abaixo mostra rocha branca com um foco da mesma rocha a alguma distância do depósito principal, por isso pensa-se que o material branco cobrira uma área muito maior. 

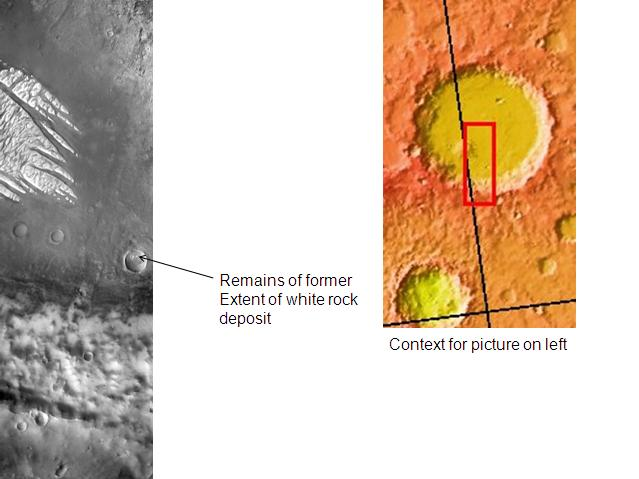
A rocha branca no leito de uma cratera pode ser o remanescente do que sobrou de um depósito muito mais vasto. Setas indicam que o deposito costumavam atingir áreas muito mais extensas. Imagem obtida pela THEMIS.
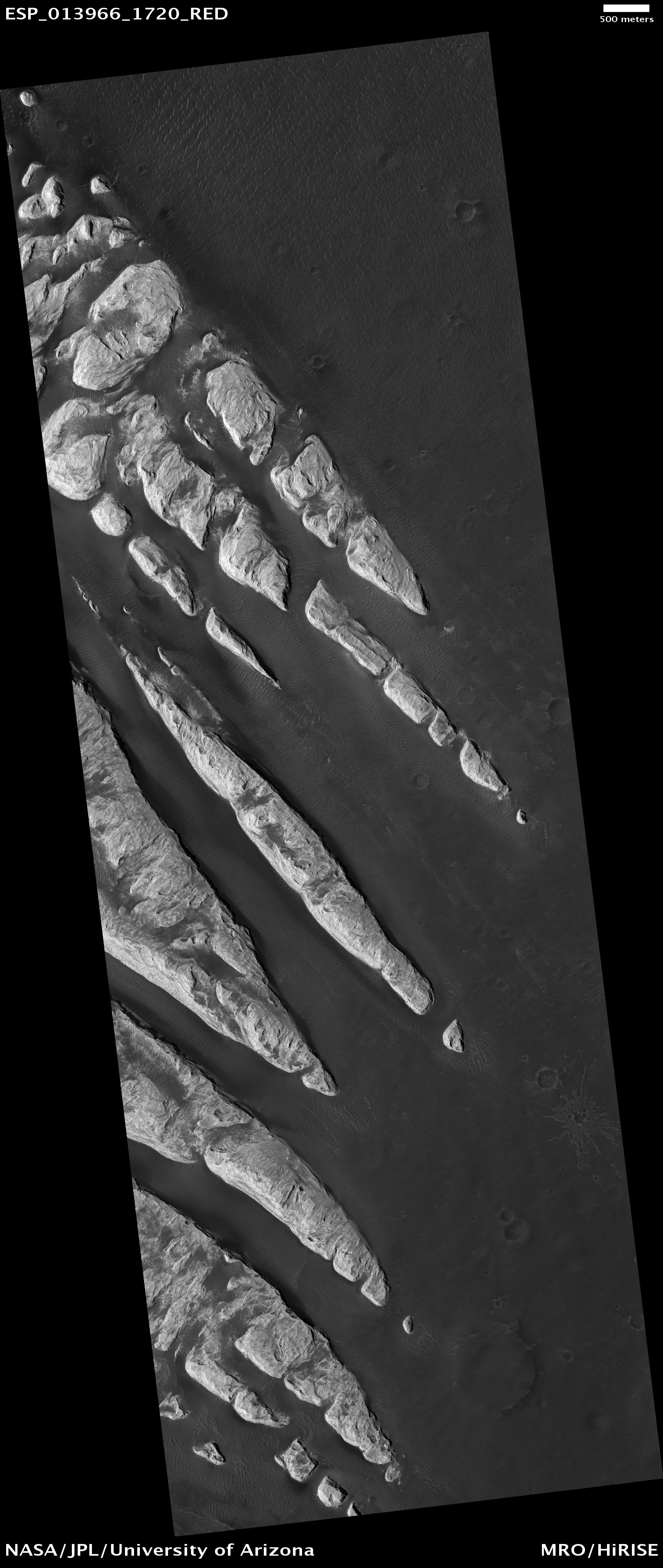
Rocha branca na cratera Pollack, visto pela HiRISE.
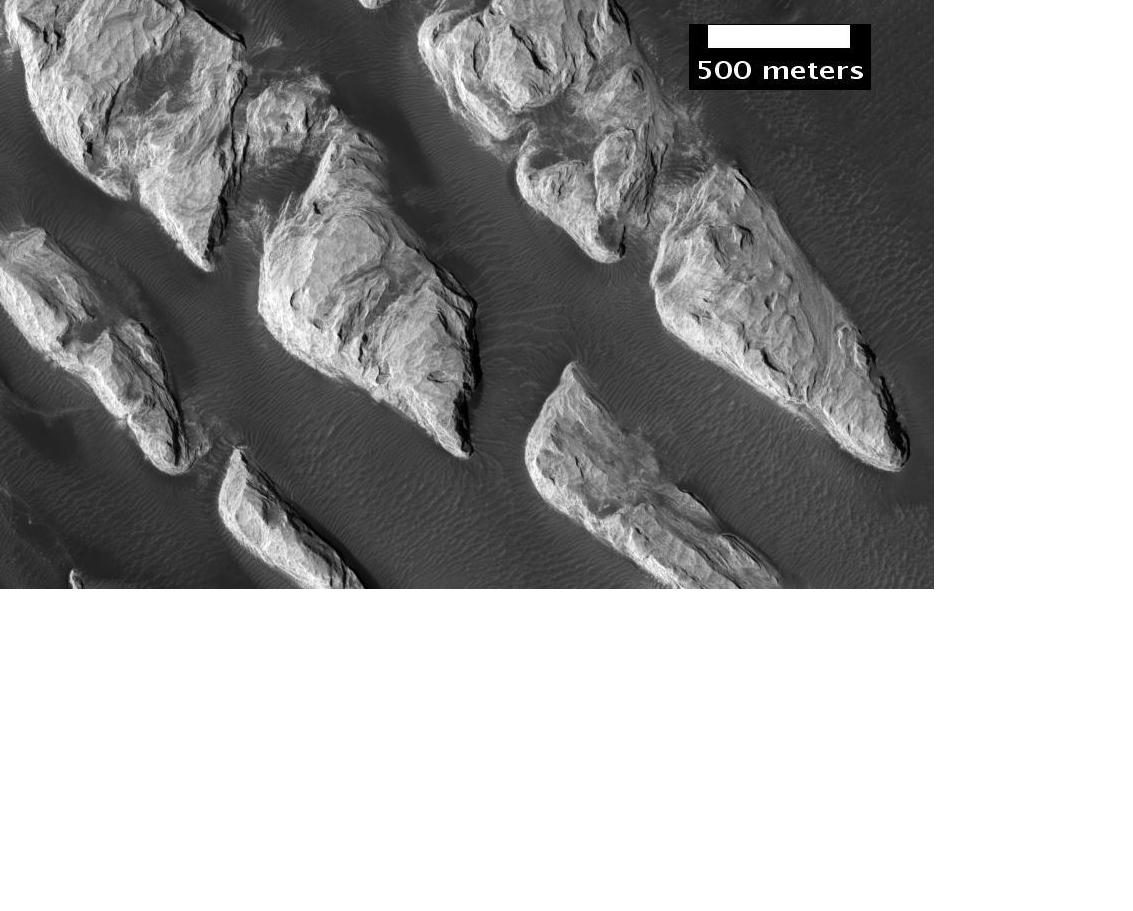
Ampliação da rocha branca na cratera Pollack, visto pela HiRISE.

## Camadas
A cratera Wislicenus e a cratera Schiaparelli contêm camadas, também chamadas estratos. Muitos locais em Marte exibem rochas dispostas em camadas. Às vezes as camadas possuem diferentes cores. Rochas em tom claro em Marte têm sido associadas a minerais hidratados como sulfatos. O Mars rover Opportunity examinou tais camadas com vários instrumentos. Algumas camadas são feitas provavelmente de finas partículas pois elas parecem se desintegrar em poeira fina. Outras camadas se quebram em penedos sendo provavelmente muito mais rígidas. Especula-se que o basalto, uma rocha vulcânica, penetra nas camadas que formam os penedos.  O basalto tem sido identificado em vários locais em Marte. Instrumentos em sondas espaciais orbitantes detectaram argila (também chamados filossilicatos) em algumas camadas. Cientistas estão ansiosos com a descoberta de minerais hidratados como sulfatos e minerais argilosos em Marte porque estes geralmente se formam na presença de água.  Lugares em que se encontra argila e/ou outros minerais hidratados seriam bons lugares para a procura de evidência de vida.
A rocha pode formar camadas em várias maneiras diferentes. Vulcões, vento e água podem produzir camadas.

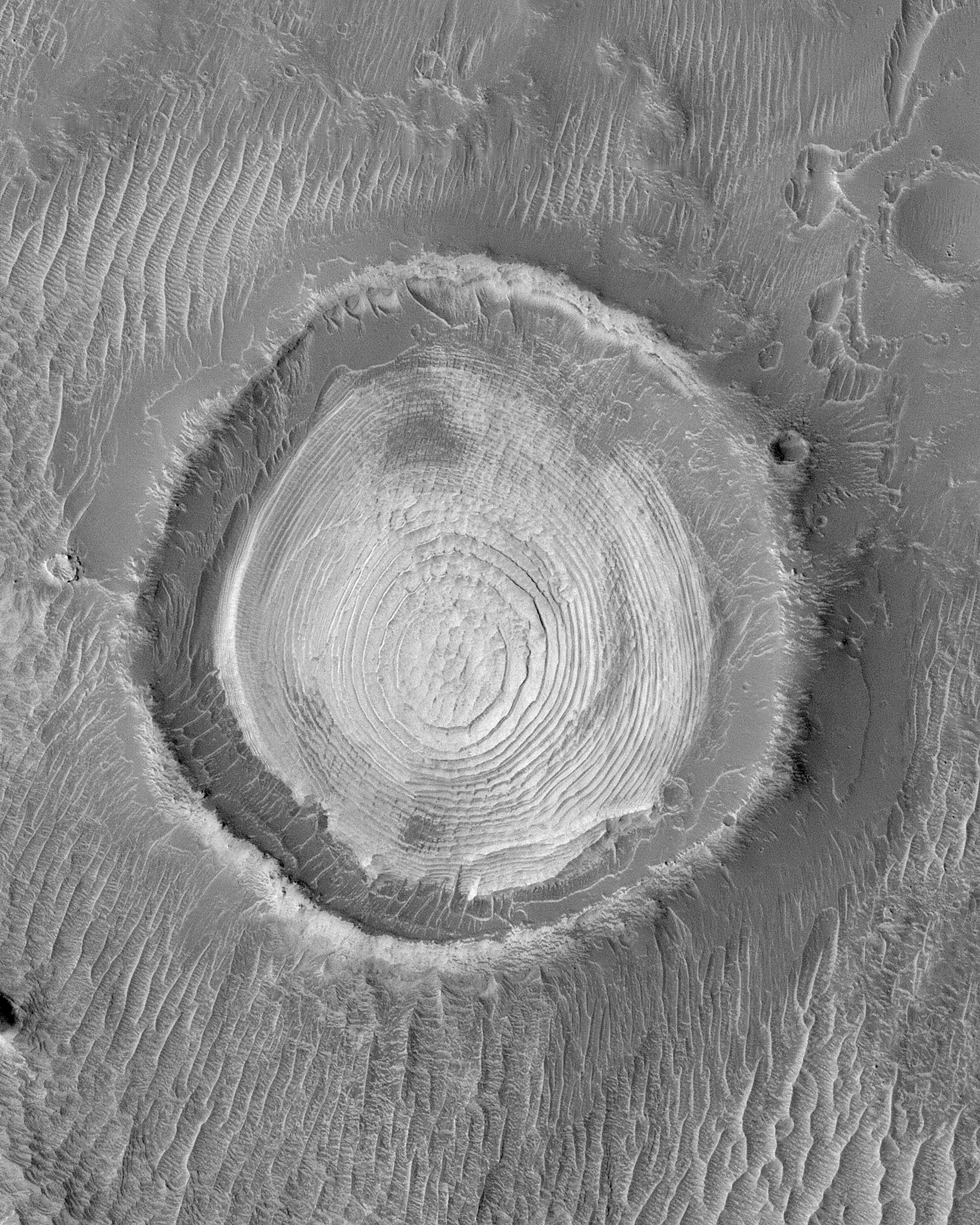
Camadas encontradas na bacia da cratera Schiaparelli, visto pela Mars Global Surveyor.
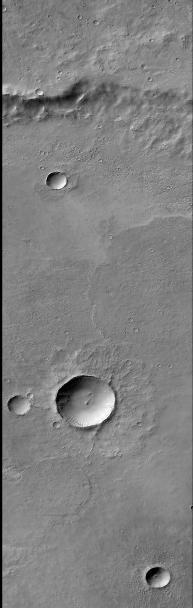
A cratera Bouger vista pelo CTX. A borda da cratera está no topo.  Pequenas crateras se encontram no leito da cratera.
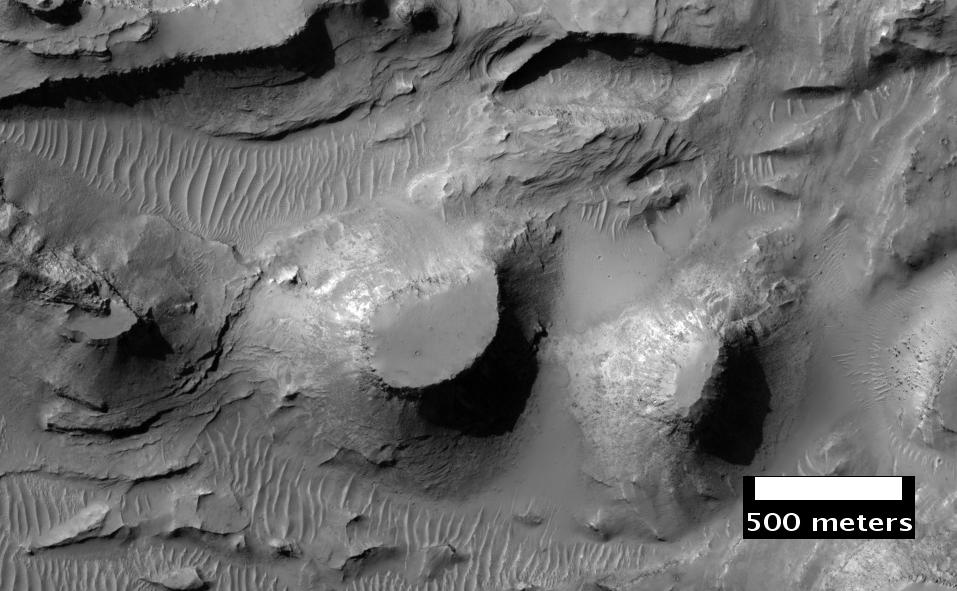
Imagem aproximada das camadas em depósitos erodidos no leito da cratera Bouguer, visto pela HiRISE.  Esta imagem é de uma parte distinta da cratera da imagem anterior.

## Crateras
Quando um cometa ou asteroide colide em alta velocidade contra a superfície de Marte ocorre a criação de uma cratera de impacto primária. O impacto primário pode também ejetar uma quantidade significativa de rochas, as quais eventualmente retornam ao solo formando crateras secundárias. As crateras podem estar dispostas em clusters. Todas as crateras no cluster aparentariam estar igualmente erodidas; indicando que estas teriam a mesma idade. Se crateras secundárias se formarem de um único impacto massivo por perto, elas se formariam então quase que no mesmo instante. 

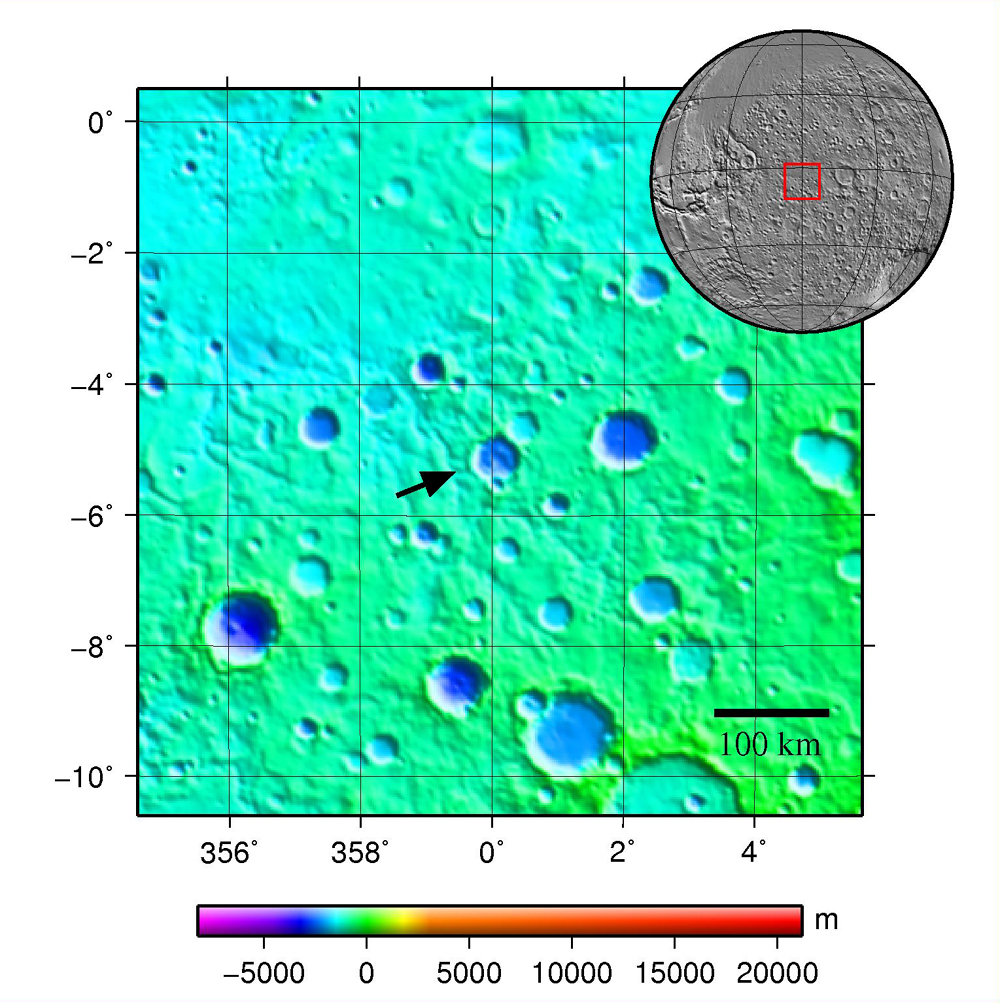
Imagem do MOLA da cratera Airy.
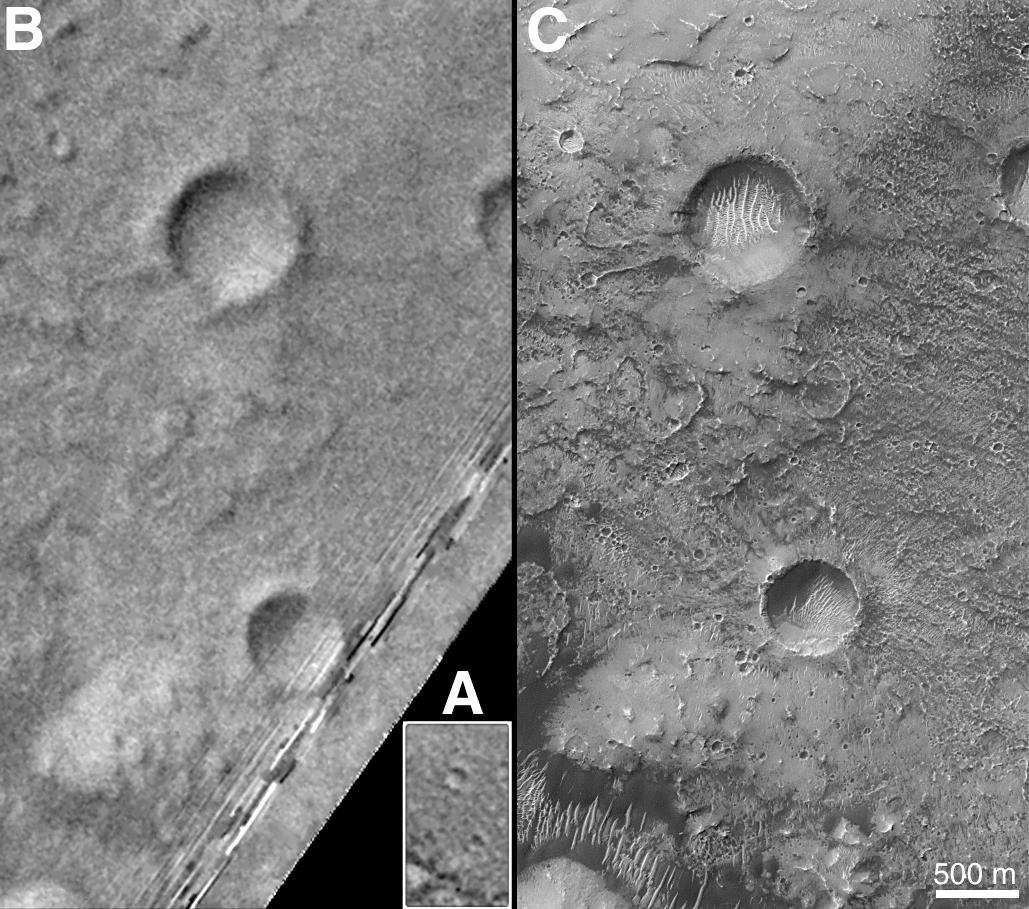
Três imagens da cratera Airy-0 obtidas pelas sondas, de A a C, Mariner 9, Viking 1 e Mars Global Surveyor. Airy-0 é a maior cratera na porção superior de cada quadro.

## Galeria

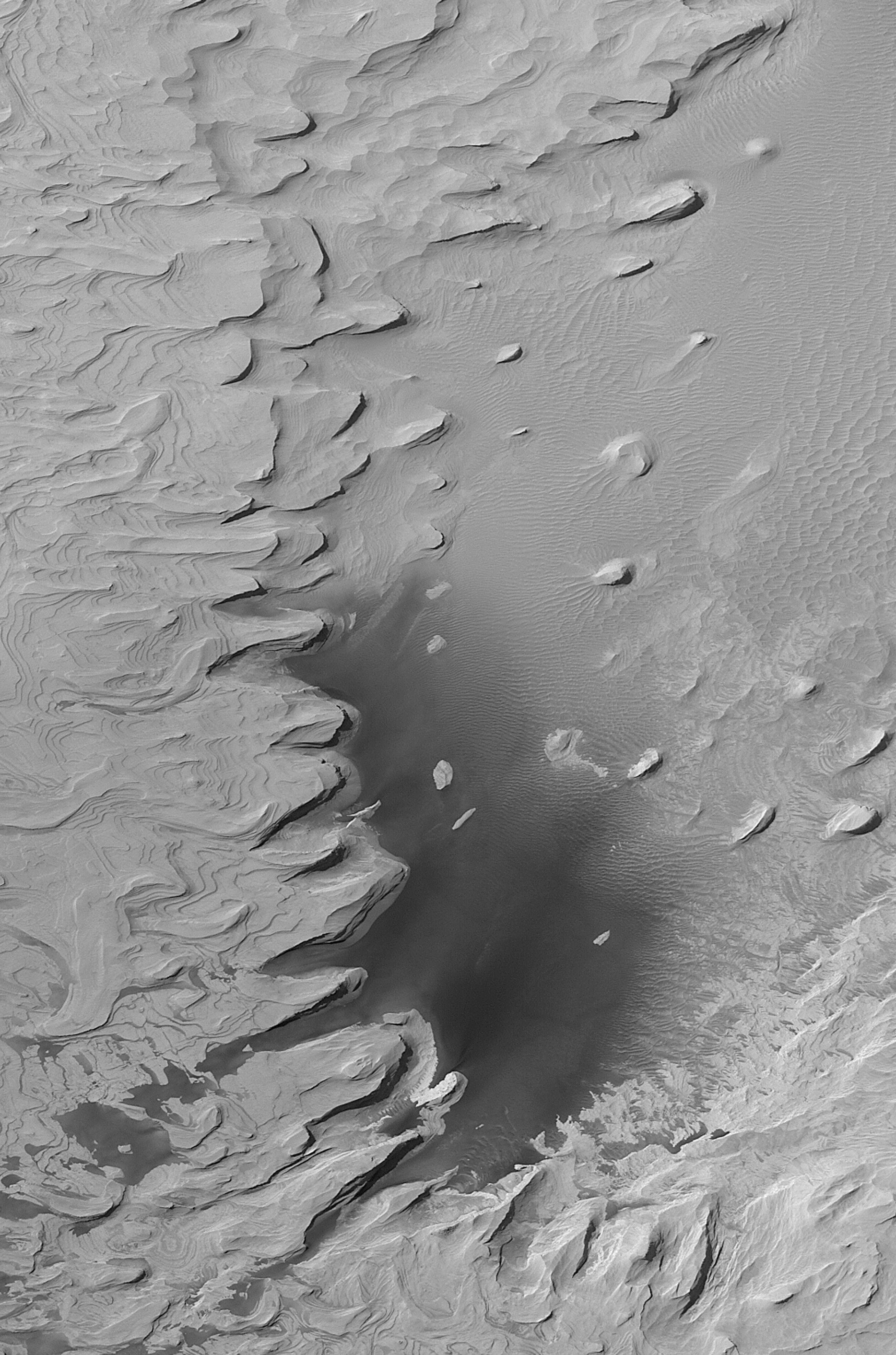
Rochas estratificadas no noroeste da cratera Schiaparelli.
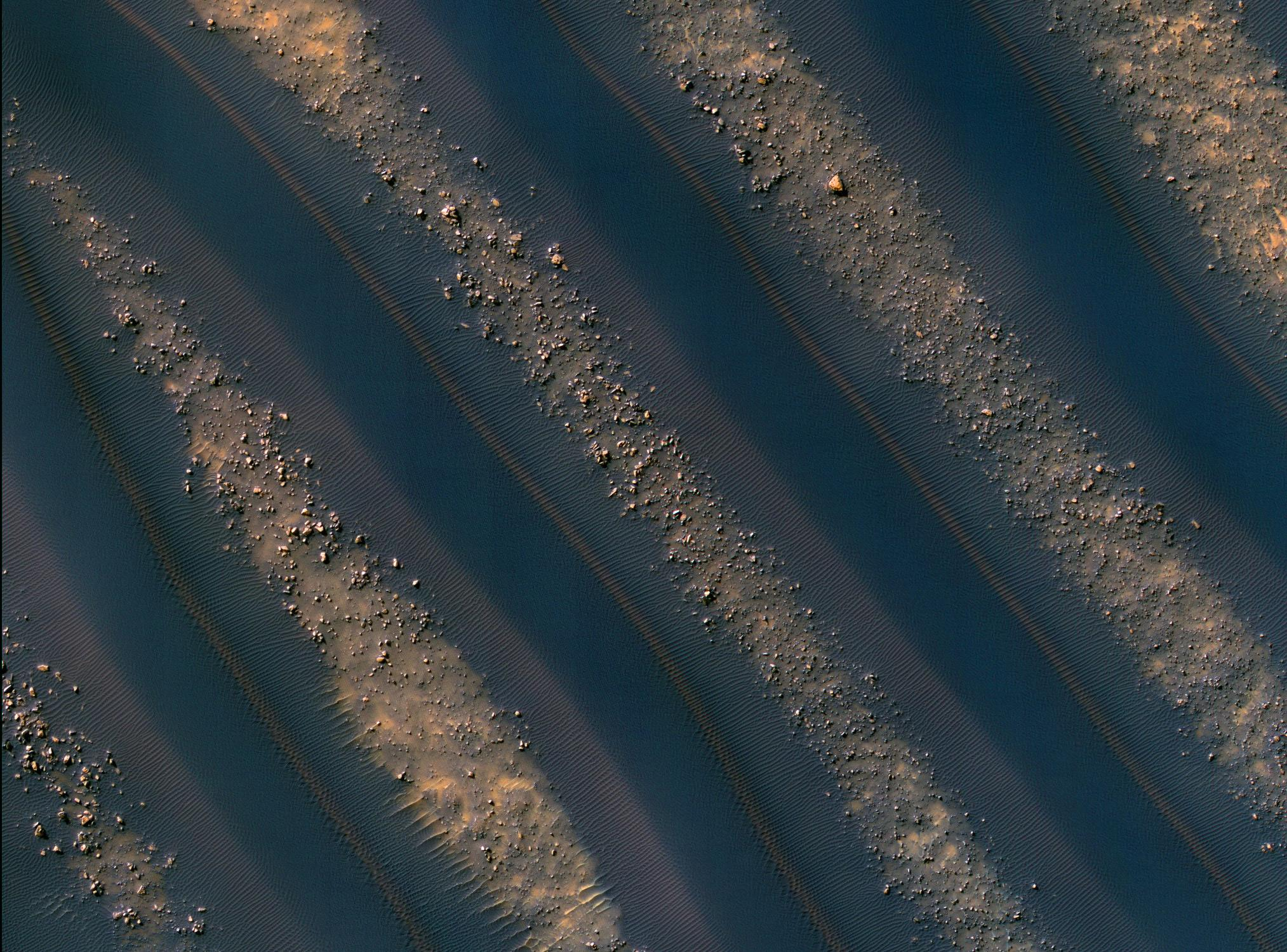
Dunas de areia em Noachis Terra.